# Puerto Escondido (Córdoba)
Pour les articles homonymes, voir Puerto Escondido.
Puerto Escondido est une municipalité située dans le département de Córdoba, en Colombie.